# Jiří Leitner
Jiří Leitner (15. února 1943 v Nezabudicích u Křivoklátu – 22. října 2005 u Loučné pod Klínovcem) byl místostarostou města Jirkova a představitelem politické strany Cesta změny.

## Životopis
Jiří Leitner vystudoval ČVUT v Praze, fakultu strojní. V letech 1983–1985 studoval na právnické fakultě Univerzity Karlovy. Přestěhoval se do Jirkova a od roku 1970 do roku 1992 pracoval v Severočeské elektrárně Most, která byla přetransformována na teplárnu. V Jirkově se aktivně účastnil společenského života a vstoupil do komunální politiky. 1. února 1992 byl jmenován zástupcem starosty města Jirkova a tuto funkci zastával až do své smrti. Leitner byl vášnivým myslivcem. Zemřel pravděpodobně na selhání srdce.